# Università Sidi Mohamed Ben Abdellah
L'università Sidi Mohamed ben Abdellah (in arabo جامعة سيدي محمد بن عبد اللّٰه‎?, in berbero ⵜⴰⵙⴷⴰⵡⵉⵜ ⵙⵉⴷⵉ ⵎⵓⵃⵎⵎⴰⴷ ⴱⵏ ⵄⴱⴷⵓⵍⵍⴰⵀ) è un istituto situato nella città di Fès, in Marocco, composta da 12 istituti di istruzione superiore in varie specializzazioni tra cui scienze, arti, diritto, scienze sociali, scienze tecnologiche, scienze mediche , farmacia, scienze pedagogiche, scienze commerciali e anche scienze applicate. Comprende una città dell'innovazione divisa in quattro siti universitari: Agdal, Sais, Bensouda e Taza.

## Storia
Con Dahir nº 2.75.662 del 11 chaoual 1395 (17 ottobre 1975) e in conformità con le direttive reali che mirano da un lato ad avvicinare gli istituti di istruzione superiore ai ricercatori e agli studenti e, dall'altro, ad integrare l'università nel proprio ambiente e per promuovere la ricerca per lo sviluppo e il benessere regionale e nazionale, è stata creata a Fez l’Università Sidi Mohamed Ben Abdellah. Prima della creazione dell'università, esistevano già a Fez gli stabilimenti annessi delle facoltà di lettere e scienze umane e di scienze giuridiche, economiche e sociali di Rabat, nonché un campus universitario.
E dalla sua creazione, l'Università Sidi Mohamed Ben Abdellah di Fez ha conosciuto un'espansione significativa sia in termini di struttura e numero di istituti, sia in termini di numero di docenti-ricercatori, dirigenti amministrativi e studenti.
Nell'agosto 2018 l'università è stata coinvolta in uno scandalo. È infatti accusata di aver venduto l'accesso a un master per la somma di 40mila dirham. Il Ministero dell'Istruzione superiore e la direzione universitaria avviano un'indagine denunciando un'azione "contraria all'etica universitaria".